# إيوان روبسون
إيوان روبسون (بالإنجليزية: Euan Robson)‏ هو سياسي بريطاني، ولد في 17 فبراير 1954 في المملكة المتحدة. حزبياً، نشط في Scottish Liberal Democrats ‏ والديمقراطيون الليبراليون.
انتخب في عام 1999 انتخب عن الدائرة الأولى في روكسبورغ وبيرويكشاير. وانضم خلال فترته النيابية التي امتدت من 6 مايو 1999 إلى 31 مارس 2003 لكتلة الحزب الليبرالي الديمقراطي الإسكتلندي.
انتخب عام 2003 عضوا في البرلمان الإسكتنلندي، نائبا عن الدائرة الثانية في روكسبورغ وبيرويكشاير.
وانضم خلال فترنه النيابية التي امتدت من 1 مايو 2003 إلى 2 أبريل 2007 للكتلة البرلمانية للحزب الديمقراطي الليبرالي الإسكتلندي.